# 經遠級巡洋艦
經遠級巡洋艦是指中國清朝北洋水师在1886年向外定购的經遠和來遠兩艘裝甲巡洋艦。二艦由德國「伏爾鏗造船廠」所建，每艘造價共865000兩銀。經遠及來遠屬裝甲巡洋艦，有類似定遠級鐵甲艦佈局的裝甲堡。經遠、來遠及同時在英國訂購的致遠號、靖遠號在1887年底完工加入北洋水師後，清政府便由於各種政治原因，停止北洋水師採購新武器。結果在1894年爆發的中日黃海海戰中，已显老态的經遠及來遠仍然是北洋水師最為「新式」的艦隻。海戰中經遠號管帶林永昇及大副、二副先後战死，經遠號亦被擊沉。而二号舰來遠號在作战後期因为嚴重的大火而基本丧失作战能力，最後在威海卫為日军魚雷所擊中沉沒。2018年9月21日，經遠級巡洋艦残骸在大连庄河海域被发现。

## 设计和概述

### 訂造經過

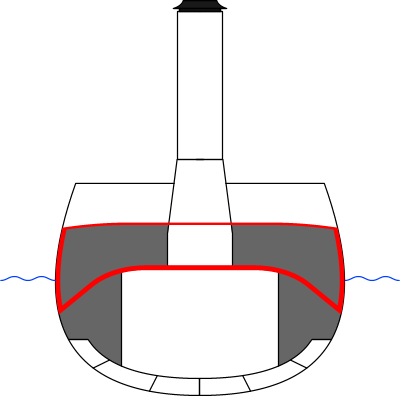
裝甲巡洋艦切面圖。紅色為裝甲，灰色為煤櫃。船底為雙重防水船身。

清朝开始建设近代化海军之初，曾一度完全向英国订购舰艇。但李鸿章与时任海关总税务司赫德就超勇級無防護巡洋艦产生了矛盾。李鸿章认为英方以及赫德联手欺诈，於是在訂購更大型的鐵甲艦時，改為向德國「伏爾鏗造船廠」（Vulcan AG）船廠購買，所建二艦即定遠號及鎮遠號。及後李鴻章以餘款再向伏尔铿購置一巡洋艦，即為濟遠號。阿姆斯特朗公司不甘心失去中国这一重要的外销市场，为重新开拓在中国的业务，阿姆斯特朗公司委派英国军官布里奇福德海军少校为驻华销售代表，寻找机会。同时英国驻华公使也对此给予了大力支持。
1885年6月21日，清廷颁布上谕，总结中法战争教训，认为水师作战失利，使得战局处于处处被动的局面，为此需要加强水师建设。由此朝廷内展开了第二次海防大筹议。时任直隶总督李鸿章对于此前从德国订购的濟遠號非常满意，而对福建船政自行建造的岸防战列舰龙威号进行了严厉的批评。李原设想订购4艘济远级巡洋舰，但是因为经费不足，而最终仅订购1艘。有鉴于此，李鸿章趁着第二次海防大筹议的机会上书中央，称述短期内清朝尚无力负担昂贵的铁甲舰，因此可以订购6艘济远级，部署在闽台地区，补充在战争中受到重创的福建水师。
此时英方的努力取得了成果，8月4日清廷复电，批准购买4艘“济远式快船”，比李鸿章原提议的6艘减少了两艘，而且分别在英国与德国各建造两艘。同时在电报中清廷明确表态，该4艘新舰将由户部全额拨款建造，而无需地方自行筹款。李鸿章当天将电报转发给驻英德公使；但其依然对之前与英方就超勇级的矛盾耿耿于怀。其中给驻德公使许景澄所发电文，系要求完全按照济远号设计再订购两艘，要求航速达到16節（30每小時）；而在给驻英公使曾纪泽所发电文，则明令在英国建造的两艘也必须完全使用德国设计，火炮、鱼雷和装甲板一概在德国采办，并在德国验收。曾纪泽接获电报后，就济远号的技术问题咨询了相关专家，并于8月15日直接复电总理衙门，称根据北洋军官的叙述，济远号存在一系列问题，希望暂时搁置订购后续舰的计划，等济远号返国后再行定夺。李鸿章只好在次日回电，称可以将济远号图纸交给英国海军官员以及造船厂进行评判，但同时称北洋军官所言不实，而且济远号还要两个月之后才能回国，造舰之事不能再拖，敦促曾尽快签订合同。
曾纪泽接到李鸿章的该份回电，正中下怀。他就此请教了阿姆斯特朗公司的设计师威廉·怀特爵士，后者毫不留情地批评济远号的航速太慢，防护能力也不足。李鸿章只好电请许景澄要求伏尔铿船厂改进原设计。德方随即提出两套方案：一种是改进型的穹甲巡洋舰方案，将穹甲中央隆起部分加高，超过水线；针对载煤量不足的问题，增大煤舱；因应设计改动，长度将会增加8英尺（2.4）、宽度增加1英尺（0.30）、吃水加深6英寸（152）；航速不变；造价依然是300万马克。另一种则是全新的装甲巡洋舰设计，拥有类似铁甲舰的装甲盒，设计水线装甲带上部8英寸（203）、下部6英寸（152）；煤舱载煤300吨；造价295万马克。李鸿章一开始选择了前一种方案，立即安排合同事宜。1885年9月18日，许景澄与德方船厂签订两舰的初步合同，首舰报价300万马克，计划不晚于1887年1月20日完工；二号舰经过争取，价格减少了6万马克，预定1887年4月20日建成。合同规定两舰所需费用均分3次偿清。9月26日，第一笔款项由中方经汇丰银行汇至德方账户。同时中方又向德国公司为4艘新舰签订了火炮合同，总价4万4千英镑。
10月15日，负责海军事务的醇親王奕譞刚上任3天即收到两封海外来信，对济远号改进型提出了激烈的批评。奕譞随即通报军机处，由于济远号存在不少设计问题，新舰不能继续使用济远号的设计。16日，得知海军争议的慈禧太后对此表态，暂停济远号改进型的建造，要求曾、许二人应当寻访英德相关人员，对新舰进行详细的调查。许景澄于是重新将伏尔铿船厂的装甲巡洋舰方案提交国内。虽然新报价每艘军舰将要比原案济远级改进型贵47万马克，李鸿章依然非常满意，并要求曾纪泽转告英方，也为新舰添加水线装甲。但英国方面认为巡洋舰最重要的性能指标就是航速，装甲巡洋舰这种新舰种防护不如正规铁甲舰，速度不如穹甲巡洋舰，想要兼顾只会两者皆空。双方就两种设计的优劣展开辩论，最后李鸿章决定折衷两种方案，各造两艘，在实际运用中观察效果，再将当中性能优异者在以后的造舰计划中进行推广。

### 概述
本级长82.4米、宽11.99米、吃水5.11米，比济远号略大些。额定排水量2900吨。动力部分为两座卧式三段膨胀式蒸汽机，4座锅炉安放在两个锅炉舱。预定装煤320-350吨。外观上本舰仅有单桅，此为最明显的识别特征。舰上设置双烟囱，桅杆在烟囱后面。前部设置有前艏楼，从舰艏一直延伸至至主炮台前部；其余部分安装有与前艏楼平齐的舷墙。司令塔位置在主炮台后面，顶部为露天的罗经舰桥。此外本级实现了全舰电气化照明，这在当时属于非常先进的设计。
防护方面，本级纸面数据较好。然而装甲巡洋舰此时依然属于新兴舰种，而德方此前并无建造装甲巡洋舰的经验；又由于中方经费有限，本级吨位较小，实际防护能力有限。本级采用了类似铁甲舰的中央装甲盒结构，保护着主炮台的旋转机构、弹药库、轮机舱等重要设施。侧面的水线装甲由三段装甲拼接而成，上方9.5英寸（241）、下方5.2英寸（132），但高度仅有5.92英尺（1.80）。因为水线装甲带装设位置太低，正常排水量状态下装甲带顶部差不多到了水线位置，满载时情况更严重。而且装甲带各装甲板因为是拼接而成，接缝处中弹即可能造成破裂进水。除了中央装甲盒，前后部位还各布置有穹甲甲板，中部高于水线，厚度比较薄，中部平行部分仅厚1.5英寸（38），两侧倾斜入水部分厚3英寸（76）。主炮露炮台胸墙装甲8英寸（203），炮台采用后部敞开式炮罩，厚度1.5英寸（38）。至于司令塔，侧壁厚度6英寸（152）。司令塔顶盖与塔壁留有较高的空隙，中间仅通过几根柱子相连。这种设计改善了观察视野，但也使得弹片和小口径炮弹能从缝隙中飞入，留下了隐患。

### 武器
主炮为两门克虏伯1880式35倍径210毫米钢套箍炮，与济远号相同，安装于舰艏的双联装露炮台。本级比较特殊的一点是主炮全在舰艏。
副炮为两门克虏伯1880式35倍径150毫米钢套箍炮，与定遠級和济远号的同口径火炮相同。安装在舷侧耳台，射界135度；这也是德制军舰首次采用耳台设计。本级主、副炮全部可以朝前发射，是典型的船头对敌设计。
本级舰艉完全没有大、中口径火炮，仅有若干小口径火炮，包括两门克虏伯75毫米舢板炮、两门哈乞开斯47毫米速射炮、两门哈乞开斯37毫米5管速射炮，在乱战战术中作自卫用。桅盘上还有一门哈乞开斯37毫米5管速射炮。对于本级未在舰艉布置大口径火炮的做法，历来有诸多批评。一个可能的原因是由于经费所限，本级吨位较小，为节省吨位计不设船艉楼；因此舰艉无法直接安装大口径火炮。
本级安装有撞角。鱼雷武器为4具鱼雷发射管，两具在舰艏水线下，另两具在两舷。

## 服役經過
1894年9月17日爆發的黃海海戰中，定遠及鎮遠在中央，經遠及來遠分別位於二艘鐵甲艦左右兩側。來遠在戰爭開始時曾一度嘗試由水兵及陸戰隊跳上受傷日艦比睿將其俘虜，但未能成功；又曾多次命中日艦赤城，導致其艦長坂元八郎太陣亡。戰至下午3時左右，旗艦定遠發生大火，與經遠同處左翼之致遠上前掩護，中彈甚多，並且開始入水傾斜。管帶鄧世昌下令致遠全速衝向日本吉野號防護巡洋艦，未能成功，致遠沉沒。之後一樣位於左翼之濟遠掉隊離開，經遠中彈甚多，林永昇及大副陈荣、二副陈京莹先後陣亡，經遠發生大火，漫延至彈藥庫爆炸沉沒，全艦官兵231人全數陣亡。位於右翼之來遠亦發生甲板大火，一度退避救火。經過二副謝葆璋（同时系文學家冰心之父）指揮損管努力，避過大火燒至艙中，終能重回戰場，一直堅持至當天戰事完結。但是來遠損壞嚴重，中彈200發以上，17人陣亡；返旅順後只能作簡單維修。之後北洋餘艦退守威海。1895年2月6日，日軍突擊威海，來遠為日本魚雷艇所擊中，在威海內沉沒。